# 수소-5

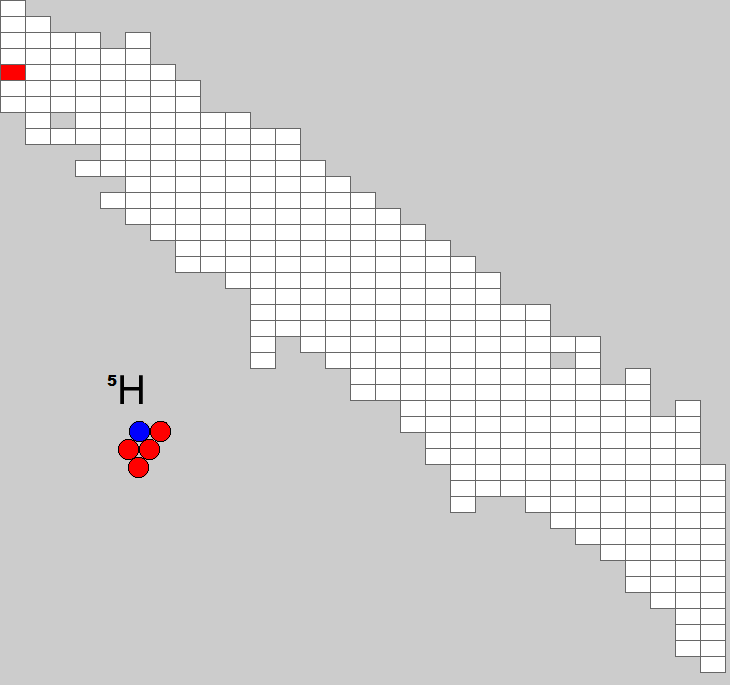

수소-5는 굉장히 불안정한, 수소의 동위 원소 중 하나이다. 핵은 한 개의 양성자와 네 개의 중성자로 구성되어 있다. 수소-5는 연구소에서 합성되었으며, 삼중수소에 고속으로 움직이는 삼중수소의 핵이 충돌해서 생겨났다. 이 실험을 통해 삼중수소의 핵은 고속으로 이동하는 삼중수소의 핵에서 두 개의 중성자를 끌어당기는 것을 포착했다. 또한 남아있는 양성자를 포착해 수소-5의 존재를 추론했다. 수소-5는 이중 중성자 방출을 통해 8.6×10−23 ± 0.6×10−23 초의 반감기를 가지며 붕괴한다.

## 같이 보기
- 수소 동위 원소